# Caracladus leberti
Caracladus leberti là một loài nhện trong họ Linyphiidae.
Loài này thuộc chi Caracladus. Caracladus leberti được Carl Friedrich Roewer miêu tả năm 1942.